# 8184 Людерік
8184 Людерік (8184 Luderic) — астероїд головного поясу, відкритий 16 листопада 1992 року.
Тіссеранів параметр щодо Юпітера — 3,218.